# 요걸스 다이어리
《요걸스 다이어리》는 2009년부터 2010년까지 SBS funE, SBS Plus에서 방송된 메이크오버 프로그램이다. 특히 시즌1에서 최종 선발된 6명 중 강은영을 제외한 5명은 프로젝트 그룹으로 데뷔하기도 했다.